# Élections législatives hongroises de 2006
Les élections législatives hongroises de 2006 (en hongrois : 2006-es magyarországi országgyűlési választás) se tiennent les dimanches 9 et 23 avril 2006, afin d'élire les 386 députés de la 5e législature de l'Assemblée nationale pour un mandat de quatre ans.
Alors que la participation recule légèrement, le MSZP du Premier ministre Ferenc Gyurcsány s'impose en voix pour la quatrième fois consécutive, et en sièges pour la première fois depuis 1994, frôlant la majorité absolue. Gyurcsány forme ensuite un second gouvernement de coalition avec la SZDSZ, devenant le premier chef de l'exécutif à entamer un second mandat depuis la chute du communisme.

## Contexte
Lors des élections législatives de 2002, le Parti socialiste hongrois (MSZP) de l'ancien ministre des Finances Péter Medgyessy remporte une majorité relative en voix, mais est devancé en sièges par l'alliance entre le Fidesz-Parti civique hongrois (Fidesz-MPP) et le Forum démocrate hongrois (MDF), conduite par l'ex-Premier ministre Viktor Orbán. S'associant avec l'Alliance des démocrates libres (SZDSZ), dernière force politique à entrer à l'Assemblée nationale, Medgyessy accède au pouvoir à la tête d'un gouvernement de coalition.
À la fin du mois d'août 2004, Medgyessy menace de démissionner si le SZDSZ continue de s'opposer au limogeage du ministre de l'Économie. Le MSZP, qui cherche à rajeunir ses dirigeants et à renvoyer le Premier ministre de plus en plus impopulaire, accepte cette démission. Il est remplacé un mois plus tard par le ministre des Sports Ferenc Gyurcsány.
Le 7 juin 2005, l'ancien président de la Cour constitutionnelle László Sólyom, soutenu par le Fidesz, est élu au troisième tour de scrutin président de la République par l'Assemblée nationale avec trois voix d'avance sur Katalin Szili, présidente de l'assemblée parlementaire et candidate du MSZP. Ce scrutin ouvre une crise au sein de la majorité, puisque Gyurcsány s'est révélé incapable de convaincre la SZDSZ de voter en faveur de sa candidate, les libéraux faisant le choix de l'abstention en la jugeant comme une « femme d'appareil », bien qu'elle jouisse d'un haut niveau de popularité.

## Mode de scrutin
L'Assemblée nationale (Országgyűlés) est le Parlement monocaméral de la république de Hongrie. Elle se compose de 386 députés, élus pour une législature de quatre ans au suffrage universel direct selon un mode de scrutin mixte : 
- 176 députés sont élus au scrutin uninominal majoritaire à deux tours
- 146 députés sont élus au scrutin proportionnel plurinominal dans les comitats ;
- 64 députés sont désignés au scrutin proportionnel plurinominal par compensation au niveau national.

Pour que le résultat d'une circonscription (uninominale ou plurinominale) soit validé, le taux de participation doit atteindre 50 % des inscrits. Dans le cas contraire, un second tour est convoqué et ce quorum tombe à 25 % des inscrits. Seuls les partis ayant reçu au moins 5 % des suffrages exprimés au niveau national bénéficient de la répartition des sièges de comitat et de compensation.
Les sièges de compensation sont répartis en additionnant au niveau national l'ensemble des suffrages inutiles, qui n'ont pas permis à un parti de remporter une circonscription ou un siège dans un comitat.

## Campagne
La campagne se déroule sur fond d'inquiétudes économiques, notamment le niveau de vie et l'emploi, bien que la Hongrie connaisse une bonne croissance. Le redressement des finances publiques, notamment de la dette, s'annonce comme le principal chantier du vainqueur. Si le chef de file du Fidesz Viktor Orbán adopte un message protectionniste, le Premier ministre Ferenc Gyurcsány défend au contraire l'ouverture économique du pays.

### Principales forces
| Parti | Parti                                                                                 | Idéologie                                           | Chef de file                        | Résultat en 2002            |
| ----- | ------------------------------------------------------------------------------------- | --------------------------------------------------- | ----------------------------------- | --------------------------- |
|       | Parti socialiste hongrois Magyar Szocialista Párt (MSZP)                              | Centre gauche Social-démocratie, europhilie         | Ferenc Gyurcsány (Premier ministre) | 42,1 % des voix 178 députés |
|       | Fidesz-Union civique hongroise Fidesz-Magyar Polgári Szövetség (Fidesz-MPSZ)          | Centre droit Conservatisme, démocratie chrétienne   | Viktor Orbán                        | En coalition 164 députés    |
|       | Parti populaire démocrate-chrétien Kereszténydemokrata Néppárt (KDNP)                 | Centre droit Conservatisme, démocratie chrétienne   | Viktor Orbán                        | 3,9 % 0 député              |
|       | Forum démocrate hongrois Magyar Demokrata Fórum (MDF)                                 | Centre droit Conservatisme, démocratie chrétienne   | Ibolya Dávid                        | En coalition 24 députés     |
|       | Alliance des démocrates libres Szabad Demokraták Szövetsége (SZDSZ)                   | Centre Social-libéralisme, libéralisme économique   | Gábor Kuncze                        | 5,6 % des voix 20 députés   |
|       | Parti hongrois de la justice et de la vie (MIÉP) Magyar Igazság és Élet Pártja (MIÉP) | Droite à extrême droite Nationalisme, conservatisme | István Csurka                       | 4,4 % des voix 0 député     |
|       | Jobbik Alliance des jeunes de droite – Mouvement pour une meilleure Hongrie           | Droite à extrême droite Nationalisme, conservatisme | István Csurka                       | 4,4 % des voix 0 député     |

## Résultats
|                                      |                                                  |                                                  |                     |                     |                     |                     |                     |                     |                     |                     |                       |                       |                       |                       |         |              |               |
| Partis                               | Partis                                           | Partis                                           | Scrutin majoritaire | Scrutin majoritaire | Scrutin majoritaire | Scrutin majoritaire | Scrutin majoritaire | Scrutin majoritaire | Scrutin majoritaire | Scrutin majoritaire | Scrutin proportionnel | Scrutin proportionnel | Scrutin proportionnel | Scrutin proportionnel | S. Nat. | Total Sièges | +/-           |
| Partis                               | Partis                                           | Partis                                           | 1er tour            | 1er tour            | 1er tour            | 2e tour             | 2e tour             | 2e tour             | Total               | +/-                 | Scrutin proportionnel | Scrutin proportionnel | Scrutin proportionnel | Scrutin proportionnel | S. Nat. | Total Sièges | +/-           |
| Partis                               | Partis                                           | Partis                                           | Voix                | %                   | S.                  | Voix                | %                   | S.                  | Total               | +/-                 | Voix                  | %                     | +/-                   | S.                    | S. Nat. | Total Sièges | +/-           |
|                                      |                                                  | Parti socialiste hongrois (MSZP)                 | 2 175 312           | 40,26               | 34                  | 1 510 360           | 46,62               | 64                  | 98                  | 20                  | 2 336 705             | 43,21                 | 1,16                  | 71                    | 17      | 186          | 8             |
|                                      | Alliance des démocrates libres (SZDSZ)           | 340 746                                          | 6,31                | 0                   | 64 501              | 1,99                | 3                   | 3                   | en stagnation       | 351 612             | 6,50                  | 0,93                  | 4                     | 11                    | 18      | 2            |               |
|                                      | Candidats communs MSZP-SZDSZ                     | 154 619                                          | 2,86                | 4                   | 72 802              | 2,25                | 2                   | 6                   | 6                   |                     |                       |                       |                       |                       | 6       | -            |               |
| Total Alliance électorale MSZP-SZDSZ | Total Alliance électorale MSZP-SZDSZ             | 2 670 677                                        | 49,42               | 38                  | 1 647 663           | 50,86               | 69                  | 107                 | 26                  | 2 688 317           | 49,71                 | 2,09                  | 75                    | 28                    | 210     | 12           |               |
|                                      |                                                  | Fidesz-Union civique hongroise (Fidesz-MPSZ)     | 2 269 241           | 41,99               | 26                  | 1 511 426           | 46,65               | 30                  | 56                  | 20                  | 2 272 979             | 42,03                 | 0,96                  | 60                    | 23      | 139          | 25            |
|                                      | Parti populaire démocrate-chrétien (KDNP)        | 2                                                | 2 269 241           | 41,99               | 10                  | 1 511 426           | 46,65               | 12                  | 12                  | 9                   | 2 272 979             | 42,03                 | 0,96                  | 4                     | 25      | 25           |               |
| Total Fidesz-KDNP                    | Total Fidesz-KDNP                                | 28                                               | 2 269 241           | 41,99               | 40                  | 1 511 426           | 46,65               | 68                  | Nv.                 | 69                  | 2 272 979             | 42,03                 | 0,96                  | 27                    | 164     | –            |               |
|                                      | Forum démocrate hongrois (MDF)                   | Forum démocrate hongrois (MDF)                   | 238 566             | 4,41                | 0                   | 16 364              | 0,51                | 0                   | 0                   | 19                  | 272 831               | 5,04                  | -                     | 2                     | 9       | 11           | 13            |
|                                      | Parti hongrois de la justice et de la vie (MIÉP) | Parti hongrois de la justice et de la vie (MIÉP) | 92 798              | 1,72                | 0                   | 231                 | 0,00                | 0                   | 0                   | en stagnation       | 119 007               | 2,20                  | 2,17                  | 0                     | 0       | 0            | en stagnation |
|                                      | Jobbik                                           | Jobbik                                           | 92 798              | 1,72                | 0                   | 231                 | 0,00                | 0                   | 0                   | Nv.                 | 119 007               | 2,20                  | 2,17                  | 0                     | 0       | 0            | en stagnation |
|                                      | Parti ouvrier hongrois (MP)                      | Parti ouvrier hongrois (MP)                      | 16 379              | 0,30                | 0                   |                     |                     |                     | 0                   | en stagnation       | 21 955                | 0,41                  | 1,75                  | 0                     | 0       | 0            | en stagnation |
|                                      | Parti du centre (CP)                             | Parti du centre (CP)                             | 14 126              | 0,26                | 0                   |                     |                     |                     | 0                   | en stagnation       | 17 431                | 0,32                  | 3,58                  | 0                     | 0       | 0            | en stagnation |
|                                      | Association pour Somogy (SE)                     | Association pour Somogy (SE)                     | 9 457               | 0,18                | 0                   | 13 801              | 0,43                | 1                   | 1                   | Nv.                 |                       |                       |                       |                       |         | 1            | 1             |
|                                      | Autres partis                                    | Autres partis                                    | 25 430              | 0,47                | 0                   | 36 669              | 1,13                | 0                   | 0                   | –                   | 37 485                | 0,69                  | –                     | 0                     | 0       | 0            | –             |
|                                      | Indépendants                                     | Indépendants                                     | 18 054              | 0,33                | 0                   | 13 598              | 0,42                | 0                   | 0                   | en stagnation       |                       |                       |                       |                       |         | 0            | en stagnation |
|                                      |                                                  |                                                  |                     |                     |                     |                     |                     |                     |                     |                     |                       |                       |                       |                       |         |              |               |
| Suffrages exprimés                   | Suffrages exprimés                               | Suffrages exprimés                               | 5 403 675           | 99,01               |                     | 3 239 752           | 99,46               |                     |                     |                     | 5 408 050             | 99,09                 |                       |                       |         |              |               |
| Votes blancs et invalides            | Votes blancs et invalides                        | Votes blancs et invalides                        | 53 878              | 0,99                | 17 492              | 0,54                | 49 503              | 0,91                |                     |                     |                       |                       |                       |                       |         |              |               |
| Total                                | Total                                            | Total                                            | 5 457 553           | 100                 | 66                  | 3 257 244           | 100                 | 110                 | 176                 | en stagnation       | 5 457 553             | 100                   | –                     | 146                   | 64      | 386          | en stagnation |
| Abstention                           | Abstention                                       | Abstention                                       | 2 588 576           | 32,17               |                     | 1 801 758           | 35,61               |                     |                     |                     | 2 588 576             | 32,17                 |                       |                       |         |              |               |
| Inscrits/Participation               | Inscrits/Participation                           | Inscrits/Participation                           | 8 046 129           | 67,83               | 5 059 002           | 65,39               | 8 046 129           | 67,83               |                     |                     |                       |                       |                       |                       |         |              |               |

### Analyse
La victoire de la coalition de centre gauche au pouvoir est, à l'époque, un fait historique puisqu'elle est la première à enchaîner un second mandat depuis la chute du communisme. Cette victoire, qui s'accompagne d'un gain de 12 députés, est mise au crédit du message réformateur et du charisme de Ferenc Gyurcsány, arrivé au pouvoir en 2004, alors que le MSZP était au plus bas dans les sondages. Son concurrent Viktor Orbán enregistre une défaite, due à la fois à la candidature indépendante du MDF et à son discours populiste et eurosceptique.

## Conséquences
Ferenc Gyurcsány est reconduit à la tête du gouvernement, et forme un nouveau gouvernement resserré à 12 ministères, contre 14 dans le précédent, et ce afin de réduire immédiatement les dépenses de l'État. Quelques mois après le scrutin, celui-ci reconnait, à huis clos, avoir menti sur l'état des finances publiques en vue d'assurer sa réélection, mais ses propos se retrouvent sur la place publique, déclenchant une série d'émeutes à Budapest.